# En Declin
Gli En Declin sono una band Alternative Post-Rock formatasi nel 1996 a Roma. Insieme ai Klimt 1918, Room with a View e i Novembre sono tra i piu noti rappresentanti della scena rock/metal alternativa dell'underground musicale Italiano.

## Storia del gruppo
Il progetto nasce a Roma nel 1996 inizialmente con il nome "My End", da un'idea del chitarrista Andrea Aschi e il cantante Fabrizio Casuccio. La formazione si completa con Carmelo Paci al basso e Cristiano Loddo alla batteria. 
Nel 1999 nasce “Night Time Flyers”, primo lavoro autoprodotto dal sound con forti influenze Swedish Death. Nel 2000, dopo varie esibizioni live, la band cambia definitivamente nome in En Declin e pubblica il secondo lavoro “Amaranth”, contenente due lunghe suite dark melodic death - registrate presso gli Outer Sounds Studios di Giuseppe Orlando (batterista e membro fondatore dei Novembre) - accolte con entusiasmo dai media.
Nel corso del 2002 Fabrizio Casuccio e Cristiano Loddo lasciano la band e vengono sostituiti da Marco Campioni, alla batteria, e Maurizio Tavani, alla voce, con il quale viene abbandonato lo screaming a favore di linee vocali più melodiche ed eteree.
Il cambio di line-up e l'arrivo di Daniele Carfagna, come seconda chitarra, segna nel 2003 una svolta per la band che entra nuovamente negli Outer Sound Studios di Giuseppe Orlando, registrando un demo di 4 tracce chiamato "Trama" con cui catturano l'attenzione dell'etichetta indipendente My Kingdom Music che, comprendendo le forti potenzialità, offre loro, nel 2005, la possibilità di ampliare la tracklist del demo trasformandolo di fatto nel loro primo album di debutto.
Le atmosfere di "Trama" confluiscono in un sound compatto, alternando momenti melodici, decadenti a transizioni più dure e concitate degne di band blasonate come Katatonia, Anathema e Opeth che valsero alla band una notevole notorietà mediatica nell'ambito della musica underground. Nella traccia 8 del disco "Isquosadmove" compare la voce di Marco Soellner, storico cantante e chitarrista dei Klimt 1918.
Quattro anni dopo, nel 2009 pubblicano, sempre per My Kingdom Music, il loro secondo album “Domino / Consequence” composto da 11 brani, compresa la cover "While My Guitar Gently Weeps" dei Beatles e una bonus track. La produzione dell'album è affidata nuovamente a Giuseppe Orlando che, in questo album, eleva a regola d'arte il sound ricercato della band che attingerà più nel post-rock e darkwave.
Gli En Declin arrivano così, dopo una lunga pausa e un ridimensionamento della line-up, al terzo album “A Possible Human Drift Scenario”, un lavoro che, pur arrivando a distanza di dieci anni dal suo predecessore, si incastra in maniera naturale nel loro percorso artistico. Ancora musica emotiva, avvolgente, che lavora più sulle atmosfere che sull’immediatezza. Un album più sperimentale, dove emerge un sound più dark, etereo e con qualche reminiscenza elettronica dei Massive Attack. Questo terzo album è registrato, mixato e masterizzato da Claudio Spagnuoli producer e chitarrista dei Klimt 1918 all’Oz Record Studio di Roma.
Per la promozione del loro terzo album, il 27 marzo del 2019 gli En Declin, sono stati band di supporto degli Antimatter 
Ad Aprile 2025 si sono esibiti durante il Festival Dark Sunset Summoning 2, tenutosi al Traffic Live Club di Roma, in occasione del tour italiano dei tedeschi Heretoir.
La band è attualmente in studio per la realizzazione del loro quarto album.

## Stile
Il sound degli En Declin può essere descritto come alternative rock con considerevoli influenze post-rock, darkwave, goth rock.

## Formazione

### Formazione attuale
- Maurizio Tavani - voce (2002-presente)
- Andrea Aschi- chitarra (1996-presente)
- Dario De Rosa - basso (2020-presente)
- Andrea Serrau - batteria (2023-presente)

### Ex componenti
- Fabrizio Casuccio - voce (1996-2002)
- Cristiano Loddo - batteria (1997-2002)
- Carmelo Paci - basso (1999-2005)
- Marco Campioni - batteria (2002-2022)

## Discografia

### Album in studio
- 2005 - Trama
- 2009 - Domino/Consequence
- 2019 - A Possible Human Drift Scenario

### Demo
- 2000 - Amaranth